# Lukaya
Lukaya är ett vattendrag i Kongo-Kinshasa, ett biflöde till Ndjili. Det rinner upp i territoriet Kasangulu i provinsen Kongo-Central och rinner därefter in i Kinshasa söderifrån.